# Touch Me
„Touch Me“ je píseň americké skupiny The Doors, která vyšla v prosinci 1968 jako singl k albu The Soft Parade. Jejím autorem je Robby Krieger.
V hudebním žebříčku Billboard se skladba vyšplhala na 3. místo, což z písně činí třetí nejúspěšnější singl kapely hned po „Hello, I Love You“ a „Light My Fire“.